# Мацейовиці (Свентокшиське воєводство)
Мацейо́виці (пол. Maciejowice) — село в Польщі, у гміні Ґнойно Буського повіту Свентокшиського воєводства.
Населення — 62 особи (2011).
У 1975-1998 роках село належало до Келецького воєводства.

## Демографія
Демографічна структура на день 31 березня 2011 року:
|          | Загалом | Допрацездатний вік | Працездатний вік | Постпрацездатний вік |
| -------- | ------- | ------------------ | ---------------- | -------------------- |
| Чоловіки | 30      | 8                  | 19               | 3                    |
| Жінки    | 32      | 1                  | 20               | 11                   |
| Разом    | 62      | 9                  | 39               | 14                   |